# Stemmi degli Stati messicani

Stemma del Messico

Questa è la lista di stemmi degli Stati federati del Messico e degli stemmi storici dell'Unione.
In analogia alla tradizione spagnola di concedere alle città e paesi uno stemma, anche in Messico tutti gli stati e il distretto federale possiedono uno stemma che li simboleggia. In alcuni casi, particolarmente in quelli in cui gli stati furono creati a partire da antiche città coloniali come Campeche, Villahermosa, Veracruz o Zacatecas, gli scudi furono concessi dal Re di Spagna, mentre in seguito gli stemmi furono adottati direttamente dagli stati corrispondenti.

## Stati Uniti Messicani

Stati Uniti Messicani
Stati Uniti Messicani (al tratto)
Stati Uniti Messicani (al tratto)

Stemma del Messico (1821-1823)
Stemma del Messico (1823-1864, 1867-1893)
Stemma del Messico (1864-1867)
Stemma del Messico (1893-1916)
Stemma del Messico (1916-1934)
Stemma del Messico (1934-1968)

## Stati

Aguascalientes
Bassa California
Bassa California del Sud
Chiapas
Campeche
Chihuahua
Coahuila
Colima
Durango
Guanajuato
Guerrero
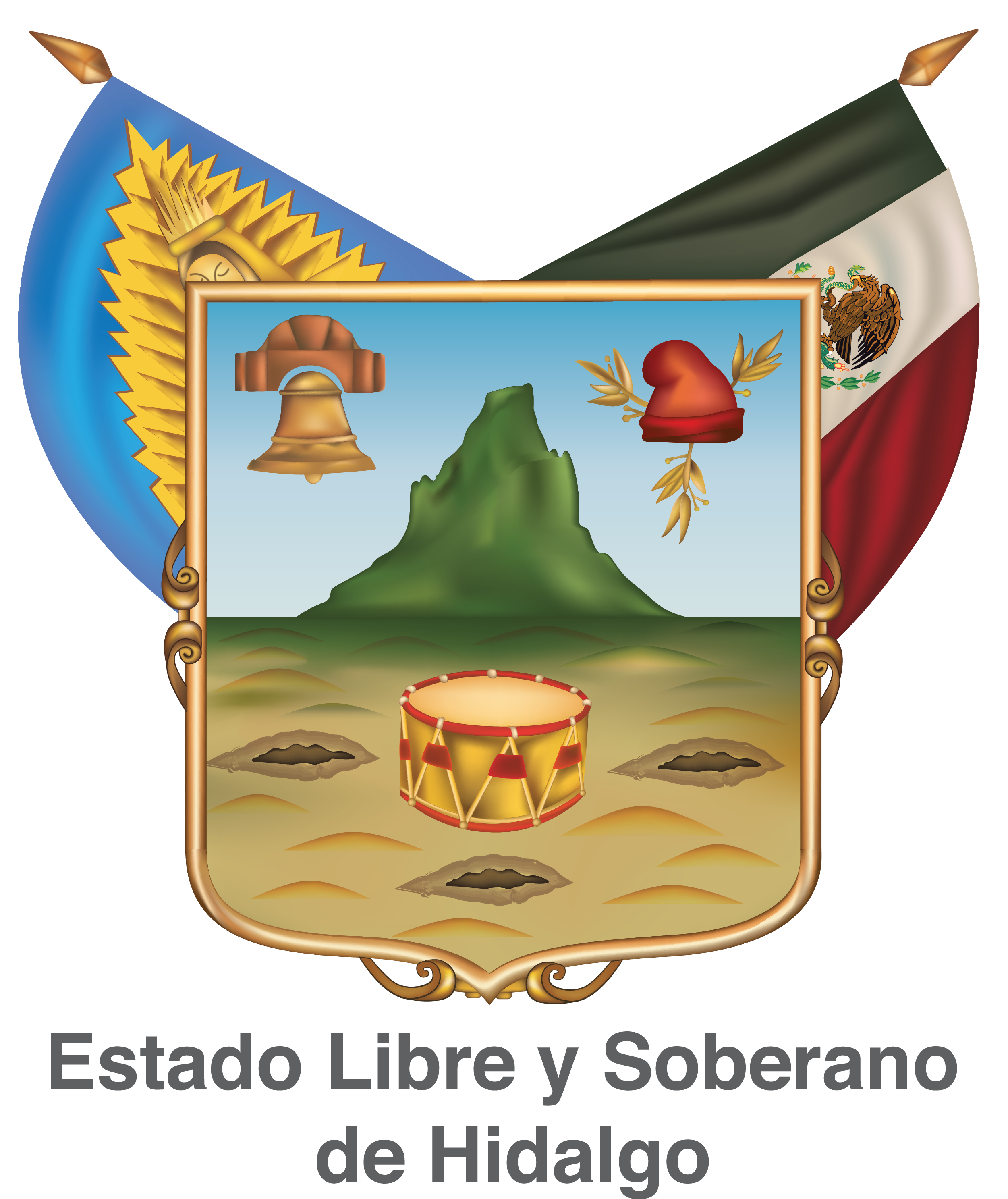
Hidalgo
Jalisco
Messico
Michoacán
Morelos
Nayarit
Nuevo León
Oaxaca
Puebla
Querétaro
Quintana Roo
San Luis Potosí
Sinaloa
Sonora
Tabasco
Tamaulipas
Tlaxcala
Veracruz
Yucatán
Zacatecas
Città del Messico